# 괌 축구 국가대표팀
괌 축구 국가대표팀(영어: Guam national football team)은 괌을 대표하는 축구 국가대표팀으로 괌 축구 협회에서 관리한다. 아시아 축구 최약체로 평가되는 팀들 중 하나로 1975년 8월 24일 피지와의 1975년 남태평양 게임 축구 2조 조별리그 1차전에서 국제 경기 데뷔전을 치러 이 경기에서 0-11의 대패를 당했으며 현재 괌 국립 축구 경기장을 홈 구장으로 사용하고 있다.

## 개요
괌은 1975년 축구 협회를 창설한데 이어 이듬해인 1976년에는 FIFA에 가입했으며 1996년에는 AFC, 2002년에는 EAFF의 회원국으로 승인되었다. 그리고 1996년 AFC 아시안컵 예선부터 국제 대회에 꾸준히 참가하고 있으나 현재까지 메이저 대회 본선 기록은 없으며 FIFA가 인정한 괌의 국제 경기 최다 점수차 승리는 부탄과의 2022년 FIFA 월드컵 아시아 지역 1차 예선 2차전으로 이 경기에서 5-0으로 대파했다.

## 국제 대회 경력

### FIFA 월드컵
2018년 FIFA 월드컵 아시아 지역 2차 예선에서 2승 1무 5패·D조 4위로 괌 축구 역사상 월드컵 아시아 지역 예선 최고 성적을 거두었다.

### AFC 아시안컵
2018년 FIFA 월드컵 아시아 지역 2차 예선 D조 4위를 차지하며 괌 축구 역사상 첫 아시안컵 최종 예선 진출에 성공했다.

### AFC 챌린지컵
2006년 AFC 챌린지컵에서 괌은 개최국 방글라데시를 비롯해 캄보디아, 팔레스타인과 함께 C조에 배정되었으나 조별리그 3경기에서 단 1골도 넣지 못하고 무려 17골을 얻어맞으며 3전 전패·조 최하위로 일찌감치 대회를 마감했다.

### EAFF E-1 풋볼 챔피언십
2015년 EAFF 동아시안컵을 통해 E-1 풋볼 챔피언십 무대에 첫 발을 내딛은 후 3번의 대회 중 2번의 대회에서 2라운드까지 올랐고 이 중 첫 출전인 2015년 대회 3승 2무 1패(1라운드 2승 1무, 2라운드 1승 1무 1패)의 좋은 성적을 기록했다.

## 기타 국제 대회 경력
1998년 미크로네시아 경기 대회에서는 당시 풀리그 예선에서 5전 전승에 52득점·4실점의 압도적인 성적으로 결승에 직행했으나 풀리그 예선 2위팀인 북마리아나 제도와의 결승전에서 0-3으로 패하면서 준우승을 차지했는데 이는 괌이 가장 좋은 성적을 거둔 대회로 기록되어 있으며 2012년 필리핀 피스컵에서는 3위를 기록했으며 퍼시픽 게임 축구에는 6번 출전했으나 모두 조별리그 탈락의 고배를 마셨다.

## FIFA 월드컵
| FIFA 월드컵 본선 기록 | FIFA 월드컵 본선 기록 | FIFA 월드컵 본선 기록 | FIFA 월드컵 본선 기록 | FIFA 월드컵 본선 기록 | FIFA 월드컵 본선 기록 | FIFA 월드컵 본선 기록 | FIFA 월드컵 본선 기록 | FIFA 월드컵 본선 기록 | FIFA 월드컵 본선 기록 | FIFA 월드컵 예선 기록 | FIFA 월드컵 예선 기록 | FIFA 월드컵 예선 기록 | FIFA 월드컵 예선 기록 | FIFA 월드컵 예선 기록 | FIFA 월드컵 예선 기록 | FIFA 월드컵 예선 기록 |
| 년도                  | 결과                  | 순위                  | 경기                  | 승                    | 무*                   | 패                    | 득점                  | 실점                  | 승점                  | 경기                  | 승                    | 무*                   | 패                    | 득점                  | 실점                  | 승점                  |
| --------------------- | --------------------- | --------------------- | --------------------- | --------------------- | --------------------- | --------------------- | --------------------- | --------------------- | --------------------- | --------------------- | --------------------- | --------------------- | --------------------- | --------------------- | --------------------- | --------------------- |
| 1930년                | 비회원국              | 비회원국              | 비회원국              | 비회원국              | 비회원국              | 비회원국              | 비회원국              | 비회원국              | 비회원국              | 비회원국              | 비회원국              | 비회원국              | 비회원국              | 비회원국              | 비회원국              | 비회원국              |
| 1934년                | 비회원국              | 비회원국              | 비회원국              | 비회원국              | 비회원국              | 비회원국              | 비회원국              | 비회원국              | 비회원국              | 비회원국              | 비회원국              | 비회원국              | 비회원국              | 비회원국              | 비회원국              | 비회원국              |
| 1938년                | 비회원국              | 비회원국              | 비회원국              | 비회원국              | 비회원국              | 비회원국              | 비회원국              | 비회원국              | 비회원국              | 비회원국              | 비회원국              | 비회원국              | 비회원국              | 비회원국              | 비회원국              | 비회원국              |
| 1950년                | 비회원국              | 비회원국              | 비회원국              | 비회원국              | 비회원국              | 비회원국              | 비회원국              | 비회원국              | 비회원국              | 비회원국              | 비회원국              | 비회원국              | 비회원국              | 비회원국              | 비회원국              | 비회원국              |
| 1954년                | 비회원국              | 비회원국              | 비회원국              | 비회원국              | 비회원국              | 비회원국              | 비회원국              | 비회원국              | 비회원국              | 비회원국              | 비회원국              | 비회원국              | 비회원국              | 비회원국              | 비회원국              | 비회원국              |
| 1958년                | 비회원국              | 비회원국              | 비회원국              | 비회원국              | 비회원국              | 비회원국              | 비회원국              | 비회원국              | 비회원국              | 비회원국              | 비회원국              | 비회원국              | 비회원국              | 비회원국              | 비회원국              | 비회원국              |
| 1962년                | 비회원국              | 비회원국              | 비회원국              | 비회원국              | 비회원국              | 비회원국              | 비회원국              | 비회원국              | 비회원국              | 비회원국              | 비회원국              | 비회원국              | 비회원국              | 비회원국              | 비회원국              | 비회원국              |
| 1966년                | 비회원국              | 비회원국              | 비회원국              | 비회원국              | 비회원국              | 비회원국              | 비회원국              | 비회원국              | 비회원국              | 비회원국              | 비회원국              | 비회원국              | 비회원국              | 비회원국              | 비회원국              | 비회원국              |
| 1970년                | 비회원국              | 비회원국              | 비회원국              | 비회원국              | 비회원국              | 비회원국              | 비회원국              | 비회원국              | 비회원국              | 비회원국              | 비회원국              | 비회원국              | 비회원국              | 비회원국              | 비회원국              | 비회원국              |
| 1974년                | 비회원국              | 비회원국              | 비회원국              | 비회원국              | 비회원국              | 비회원국              | 비회원국              | 비회원국              | 비회원국              | 비회원국              | 비회원국              | 비회원국              | 비회원국              | 비회원국              | 비회원국              | 비회원국              |
| 1978년                | 비회원국              | 비회원국              | 비회원국              | 비회원국              | 비회원국              | 비회원국              | 비회원국              | 비회원국              | 비회원국              | 비회원국              | 비회원국              | 비회원국              | 비회원국              | 비회원국              | 비회원국              | 비회원국              |
| 1982년                | 비회원국              | 비회원국              | 비회원국              | 비회원국              | 비회원국              | 비회원국              | 비회원국              | 비회원국              | 비회원국              | 비회원국              | 비회원국              | 비회원국              | 비회원국              | 비회원국              | 비회원국              | 비회원국              |
| 1986년                | 비회원국              | 비회원국              | 비회원국              | 비회원국              | 비회원국              | 비회원국              | 비회원국              | 비회원국              | 비회원국              | 비회원국              | 비회원국              | 비회원국              | 비회원국              | 비회원국              | 비회원국              | 비회원국              |
| 1990년                | 비회원국              | 비회원국              | 비회원국              | 비회원국              | 비회원국              | 비회원국              | 비회원국              | 비회원국              | 비회원국              | 비회원국              | 비회원국              | 비회원국              | 비회원국              | 비회원국              | 비회원국              | 비회원국              |
| 1994년                | 비회원국              | 비회원국              | 비회원국              | 비회원국              | 비회원국              | 비회원국              | 비회원국              | 비회원국              | 비회원국              | 비회원국              | 비회원국              | 비회원국              | 비회원국              | 비회원국              | 비회원국              | 비회원국              |
| 1998년                | 불참                  | 불참                  | 불참                  | 불참                  | 불참                  | 불참                  | 불참                  | 불참                  | 불참                  | 불참                  | 불참                  | 불참                  | 불참                  | 불참                  | 불참                  | 불참                  |
| 2002년                | 예선 탈락             | 예선 탈락             | 예선 탈락             | 예선 탈락             | 예선 탈락             | 예선 탈락             | 예선 탈락             | 예선 탈락             | 예선 탈락             | 2                     | 0                     | 0                     | 2                     | 0                     | 35                    | 0                     |
| 2006년                | 기권                  | 기권                  | 기권                  | 기권                  | 기권                  | 기권                  | 기권                  | 기권                  | 기권                  | 기권                  | 기권                  | 기권                  | 기권                  | 기권                  | 기권                  | 기권                  |
| 2010년                | 기권                  | 기권                  | 기권                  | 기권                  | 기권                  | 기권                  | 기권                  | 기권                  | 기권                  | 기권                  | 기권                  | 기권                  | 기권                  | 기권                  | 기권                  | 기권                  |
| 2014년                | 불참                  | 불참                  | 불참                  | 불참                  | 불참                  | 불참                  | 불참                  | 불참                  | 불참                  | 불참                  | 불참                  | 불참                  | 불참                  | 불참                  | 불참                  | 불참                  |
| 2018년                | 예선 탈락             | 예선 탈락             | 예선 탈락             | 예선 탈락             | 예선 탈락             | 예선 탈락             | 예선 탈락             | 예선 탈락             | 예선 탈락             | 8                     | 2                     | 1                     | 5                     | 3                     | 16                    | 7                     |
| 2022년                | 예선 탈락             | 예선 탈락             | 예선 탈락             | 예선 탈락             | 예선 탈락             | 예선 탈락             | 예선 탈락             | 예선 탈락             | 예선 탈락             | 10                    | 1                     | 0                     | 9                     | 7                     | 33                    | 3                     |
| 2026년                | 예선 탈락             | 예선 탈락             | 예선 탈락             | 예선 탈락             | 예선 탈락             | 예선 탈락             | 예선 탈락             | 예선 탈락             | 예선 탈락             | 2                     | 0                     | 0                     | 2                     | 1                     | 3                     | 0                     |
| 합계                  |                       |                       |                       |                       |                       |                       |                       |                       |                       | 22                    | 3                     | 1                     | 18                    | 11                    | 89                    | 10                    |

## AFC 아시안컵
- 1956년 ~ 1992년 - 비회원국
- 1996년 ~ 2004년 - 예선 탈락
- 2007년 ~ 2015년 - 불참
- 2019년 - 예선 도중 기권
- 2023년 - 예선 탈락
- 2027년 - 예선 도중 기권

### AFC 아시안컵 (예선)
| AFC 아시안컵 예선 기록 | AFC 아시안컵 예선 기록 | AFC 아시안컵 예선 기록 | AFC 아시안컵 예선 기록 | AFC 아시안컵 예선 기록 | AFC 아시안컵 예선 기록 | AFC 아시안컵 예선 기록 | AFC 아시안컵 예선 기록 |
| 년도                   | 경기                   | 승                     | 무*                    | 패                     | 득점                   | 실점                   | 승점                   |
| ---------------------- | ---------------------- | ---------------------- | ---------------------- | ---------------------- | ---------------------- | ---------------------- | ---------------------- |
| 1956년                 | 비회원국               | 비회원국               | 비회원국               | 비회원국               | 비회원국               | 비회원국               | 비회원국               |
| 1960년                 | 비회원국               | 비회원국               | 비회원국               | 비회원국               | 비회원국               | 비회원국               | 비회원국               |
| 1964년                 | 비회원국               | 비회원국               | 비회원국               | 비회원국               | 비회원국               | 비회원국               | 비회원국               |
| 1968년                 | 비회원국               | 비회원국               | 비회원국               | 비회원국               | 비회원국               | 비회원국               | 비회원국               |
| 1972년                 | 비회원국               | 비회원국               | 비회원국               | 비회원국               | 비회원국               | 비회원국               | 비회원국               |
| 1976년                 | 비회원국               | 비회원국               | 비회원국               | 비회원국               | 비회원국               | 비회원국               | 비회원국               |
| 1980년                 | 비회원국               | 비회원국               | 비회원국               | 비회원국               | 비회원국               | 비회원국               | 비회원국               |
| 1984년                 | 비회원국               | 비회원국               | 비회원국               | 비회원국               | 비회원국               | 비회원국               | 비회원국               |
| 1988년                 | 비회원국               | 비회원국               | 비회원국               | 비회원국               | 비회원국               | 비회원국               | 비회원국               |
| 1992년                 | 비회원국               | 비회원국               | 비회원국               | 비회원국               | 비회원국               | 비회원국               | 비회원국               |
| 1996년                 | 3                      | 0                      | 0                      | 3                      | 2                      | 27                     | 0                      |
| 2000년                 | 3                      | 0                      | 0                      | 3                      | 0                      | 32                     | 0                      |
| 2004년                 | 2                      | 0                      | 0                      | 2                      | 0                      | 11                     | 0                      |
| 2007년                 | AFC 챌린지컵 배정      | AFC 챌린지컵 배정      | AFC 챌린지컵 배정      | AFC 챌린지컵 배정      | AFC 챌린지컵 배정      | AFC 챌린지컵 배정      | AFC 챌린지컵 배정      |
| 2011년                 | AFC 챌린지컵 배정      | AFC 챌린지컵 배정      | AFC 챌린지컵 배정      | AFC 챌린지컵 배정      | AFC 챌린지컵 배정      | AFC 챌린지컵 배정      | AFC 챌린지컵 배정      |
| 2015년                 | AFC 챌린지컵 배정      | AFC 챌린지컵 배정      | AFC 챌린지컵 배정      | AFC 챌린지컵 배정      | AFC 챌린지컵 배정      | AFC 챌린지컵 배정      | AFC 챌린지컵 배정      |
| 2019년                 | 8                      | 2                      | 1                      | 5                      | 3                      | 16                     | 7                      |
| 2023년                 | 12                     | 1                      | 0                      | 11                     | 8                      | 36                     | 3                      |
| 2027년                 | 2                      | 0                      | 0                      | 2                      | 1                      | 3                      | 0                      |
| 합계                   | 30                     | 3                      | 1                      | 26                     | 16                     | 125                    | 10                     |

## AFC 챌린지컵
| 년도   | 결과          | 경기      | 승        | 무*       | 패        | 득점      | 실점      | 승점      |
| ------ | ------------- | --------- | --------- | --------- | --------- | --------- | --------- | --------- |
| 2006년 | 조별리그      | 3         | 0         | 0         | 3         | 0         | 17        | 0         |
| 2008년 | 예선 탈락     | 예선 탈락 | 예선 탈락 | 예선 탈락 | 예선 탈락 | 예선 탈락 | 예선 탈락 | 예선 탈락 |
| 2010년 | 불참          | 불참      | 불참      | 불참      | 불참      | 불참      | 불참      | 불참      |
| 2012년 | 불참          | 불참      | 불참      | 불참      | 불참      | 불참      | 불참      | 불참      |
| 2014년 | 예선 탈락     | 예선 탈락 | 예선 탈락 | 예선 탈락 | 예선 탈락 | 예선 탈락 | 예선 탈락 | 예선 탈락 |
| 합계   | 조별리그(1회) | 3         | 0         | 0         | 3         | 0         | 17        | 0         |

## 주요 선수
- 제이슨 컨리프
- 마커스 로페즈
- 션 닉로
- 이언 매리어노
- 네이트 리
- 말런 에번스
- 셰인 맬컴
- 트래비스 닉로

## 역대 감독
| 감독        | 임기        |
| ----------- | ----------- |
| 간베 스가오 | 2003 ~ 2005 |
| 서동원      | 2021        |
| 김상훈      | 2021 ~ 2023 |